# Stanisław Jordan (zm. 1622)
Stanisław Jordan z Zakliczyna herbu  Trąby (zm. w 1622 roku) – podkomorzy krakowski w latach 1618-1622, podczaszy krakowski w latach 1612-1618.
Poseł województwa krakowskiego na sejm 1621 roku.